# Pobre Marinheiro
Pobre Marinheiro (Poor Sailor no original) é uma tira do quadrinista norte-americano Sammy Harkham, publicada originalmente na revista Kramers Ergot inspirada em um conto de Guy de Maupassant. A HQ conta a história de um jovem que aceita participar de uma expedição marítima e viaja sem que a esposa saiba; ao voltar, diversas experiências o marcarão fortemente. A história foi toda desenvolvida sem falas e com um quadro por página (o livro tem formato quadrado). A edição brasileira, publicada pela Balão Editorial ganhou o Troféu HQ Mix de 2014 como "melhor edição especial estrangeira".